# Lucas Panayi
Lucas Panayi (6 marzo 1997) è un calciatore seychellese, centrocampista del Wisbech Town e della Nazionale seychellese.

## Carriera

### Club
Nella stagione 2015-2016 ha esordito con il Wisbech Town, militante nella nona serie del calcio inglese.

### Nazionale
Ha esordito in Nazionale l'11 giugno 2016.